# Rendiment quàntic
És important considerar el temps de la formació i caiguda dels estats excitats. Les velocitats de desactivació de l'estat excitat per mitjar dels processos radiants, no radiants i químics determinen el rendiment del producte en una reacció fotoquímica (rendiment quàntic).

## Rendiment quàntic primari
El nombre d'events fotofísics o fotoquímics que originen els productes primaris dividit pel nombre de fotons absorbits per la molècula en el mateix interval.
És també la velocitat dels events primaris induïts per radiació dividit la velocitat d'absorció del fotó, ja que la velocitat d'absorció del fotó és igual a la intensitat de la llum absorbida per molècula, escrivim:
{\displaystyle \varnothing ={\frac {\text{(Nombre d'events)}}{\text{(Nombre de fotons absorbits)}}}={\frac {\text{(velocitat del procés)}}{\text{(intensitat de la llum absorbida)}}}={\frac {v}{I_{abs}}}}
Una molècula excitada ha de baixar la seva energia fins a l'estat fonamental o formar un producte fotoquímic. El nombre total de molècules desactivades ha de ser igual al nombre d'espècies excitades per absorció de la llum. La suma de rendiments quàntics ha de ser igual a 1, sense importar el nombre de reaccions involucrades a l'estat excitat.
{\displaystyle \sum \varnothing _{i}=\sum {\frac {v_{i}}{I_{abs}}}=1}
El rendiment quàntic primari es pot determinar a partir de les velocitats experimentals de tots els processos fotofísics i fotoquímics que desactiven l'estat excitat.
En les reaccions complexes que involucren processos secundaris, es pot consumir moltes molècules de reactius a conseqüència de l'absorció d'un únic fotó. El rendiment quàntic total d'aquest tipus de reaccions pot ser major a 1.

## Extinció
Es defineix com extinció (quenching) a la reducció en el temps de vida d'un estat excitat. Pot ser un procés desitjat (processos de transferència d'energia o d'electrons) o no desitjat (reacció secundària que pot disminuir el rendiment quàntic d'un procés fotoquímic desitjat).
Els efectes de l'extinció es poden estudiar a partir del control de l'emissió de l'estat excitat de la reacció fotoquímica.
{\displaystyle S^{*}+Q\longrightarrow S+Q\qquad v_{Q}=K_{Q}[Q][S^{*}]}

Equació de Stern-Volmer:
{\displaystyle {\frac {{\varnothing _{f}}^{0}}{\varnothing _{f}}}=1+k_{q}\tau _{0}\cdot [Q]}
Aquesta equació ens diu que un gràfic de {\displaystyle {\varnothing _{f}}^{0}/\varnothing _{f}} en funció de {\displaystyle [Q]} ha de ser una línia recta amb pendent {\displaystyle k_{q}\tau _{0}}.
Tres mecanismes per l'extinció bimolecular d'un estat singlet (o triplet) excitat son:
1. Desactivació per col·lisió: {\displaystyle S^{*}+Q\longrightarrow S+Q}
2. Transferència d'energia de ressonància: {\displaystyle S^{*}+Q\longrightarrow S+Q^{*}}
3. Transferència d'electrons:

{\displaystyle S^{*}+Q\longrightarrow S^{+}+Q^{-}}
o
{\displaystyle S^{*}+Q\longrightarrow S^{-}+Q^{+}}